# Paulo Sande
Paulo José Rombert de Almeida Sande ComIH • GOM é um especialista português em questões europeias. Assume-se como Patriota, Liberal e Europeu. Em fevereiro de 2019, suspendeu as funções de consultor político do presidente Marcelo Rebelo de Sousa para assumir a candidatura ao Parlamento Europeu, como cabeça de lista do partido Aliança.

## Dados Biográficos
Paulo de Almeida Sande nasceu em Macau, irmão de Pedro José Rombert de Almeida Sande. Em criança, sobreviveu à erupção do vulcão dos Capelinhos iniciada a 27 de Setembro de 1957. O seu pai, o Major do Exército José Ramiro Pereira de Almeida Sande, Cavaleiro da Ordem Militar de São Bento de Avis a 15 de Maio de 1971, trabalhava na ilha do Faial nessa altura), estava em Goa aquando da invasão (o pai ficou lá prisioneiro de guerra). Os seus avós paternos eram o Capitão de Engenharia Militar Ramiro de Almeida Sande, Oficial da Ordem Militar de São Bento de Avis a 5 de Outubro de 1933, que morreu nos anos de 1930 por envenenamento químico na Fábrica da Pólvora de Barcarena, e sua mulher Maria Luísa Sande Simões. Viveu posteriormente em Évora, Lisboa, Moçambique e Angola até ingressar na Universidade. Foi campeão de natação, modalidade estafetas, pelo Sport Algés e Dafundo.

## Percurso Académico
Aluno do Colégio Militar (N.º 60 de 1967), licenciou-se em Direito (1981) pela Faculdade de Direito da Universidade de Lisboa, é pós-graduado em Direito Comunitário (1984/85) e mestre em Ciência Política IEP/UCP (1997/00) pelo Instituto de Estudos Europeus da Universidade Católica Portuguesa, com menção honrosa por tese premiada. Atualmente é doutorando no referido Instituto.
É professor da cadeira de Construção Europeia do Curso de Ciência Política da Universidade Católica Portuguesa desde 2002, e foi também professor auxiliar convidado de Instituições e Políticas Europeias no ISCSP - Instituto Superior de Ciências Sociais e Políticas da Universidade de Lisboa.

## Experiência profissional
Iniciou a sua carreira profissional na Schering Corporation Inc (1979/83) como Responsável do Planeamento de Produção. Em 1983 integra a Quimigal, EP como Director das Relações Jurídicas e Internacionais da Direcção de Actividades no Estrangeiro, passando depois a ocupar o cargo de Director de Comunicação. Foi Presidente da Câmara de Comércio Portugal-Moçambique entre 1984 e 1986.
Em 1986 integra as Instituições Europeias, como Responsável pelo Sector Português da Informação no Parlamento Europeu, no Luxemburgo. De regresso a Portugal, ocupou o cargo de Administrador do Gabinete do Parlamento Europeu em Portugal entre 1988 e 2000. Foi Porta-voz e Conselheiro de Imprensa da União Europeia na Expo 98 e Embaixador para Portugal do Ano Europeu dos Cidadãos em 2013. Em 2001 funda a empresa Cidot Comunicação e Imagem, da qual foi Administrador e Director-Geral até 2004, ano em que assume as funções de Director do Gabinete do Parlamento Europeu em Portugal, até 2012.
Em 2016, o Presidente da República Marcelo Rebelo de Sousa nomeia-o Consultor da Casa Civil, cargo que desempenhou até fevereiro de 2019, altura em que foi anunciado por Pedro Santana Lopes como cabeça de lista do partido Aliança às eleições europeias de 2019.

## Outras informações
Foi fundador e Membro da Direcção da Associação Portuguesa de Estudos Comunitários (1985/96) e coordenador dos cursos “Portugal para Estrangeiros“ organizados pelo INA a pedido do Ministério dos Negócios Estrangeiros (2001/04).
Foi membro do Conselho Coordenador (Direcção) da SEDES - Associação para o Desenvolvimento Económico e Social desde 2006 até 2018, sendo coordenador do grupo de trabalho para a reforma do sistema político e do grupo de trabalho para a União Europeia.
Foi Director da revista Fórum Europa (1988/94), cronista do Diário de Notícias e do Observador, autor e apresentador do programa "Aqui Europa" (1999/2002) na RTP e SICNotícias, bem como colaborador e comentador para questões europeias da RTP, SIC e TVI.
Foi agraciado pelo Estado português como Comendador da Ordem do Infante D. Henrique a 5 de janeiro de 2016 e Grande-Oficial da Ordem do Mérito a 3 de março de 2021.

## Publicações
Autor de várias entradas: 
- Dicionário de Termos Europeus e Novo Dicionário (2006 e 2011/Alethêia) [9]
- 60 anos de Europa: os grandes textos da construção europeia (2008/PE)
- A revolução europeia por Francisco Lucas Pires: antologia de textos (2008/PE)
- Manual prático do Euro: tudo sobre a nova moeda (com Isabel Ucha, 2001/Principia)
- Euratório Livro de crónicas (2000/PE)
- O Sistema Político da União Europeia (2000/Principia - Prémio Jacques Delors 2000)
- Como Viver com o Euro (1998/Principia)
- Fundamentos da União Europeia (1994/Cosmos)